# Brachydeuterus auritus
Brachydeuterus auritus är en fiskart som först beskrevs av Achille Valenciennes 1832.  Brachydeuterus auritus ingår i släktet Brachydeuterus och familjen Haemulidae. Inga underarter finns listade.